# 希尔德斯海姆的圣玛利亚主教座堂和圣米迦勒教堂
希尔德斯海姆的圣玛利亚主教座堂和圣米迦勒教堂指位於希尔德斯海姆的聖瑪利亞主教座堂（德語：Hildesheimer Dom St. Mariä Himmelfahrt）與聖米迦勒教堂（德語：Michaeliskirche），於1985年被聯合國教科文組織指定為世界遺產。

## 聖瑪利亞主教座堂
西元872年主教阿爾特夫依德（Altfrid）奠基，西元1010年到1022年由主教圣本华（Bernward von Hildesheim）建築聖弥额尔教堂，並於1046年擴建聖瑪利亞主教座堂。至今由貝爾瓦德所建的主教座堂村（Domhof），仍可看到「本华式」規劃，清晰的村落結構。

### 二次大戰的毀壞
二次大戰時整個主教座堂全部損毀，直至1950年到1960年再重建，此中去掉巴洛克式的裝潢，以早期羅馬式為重建重點。

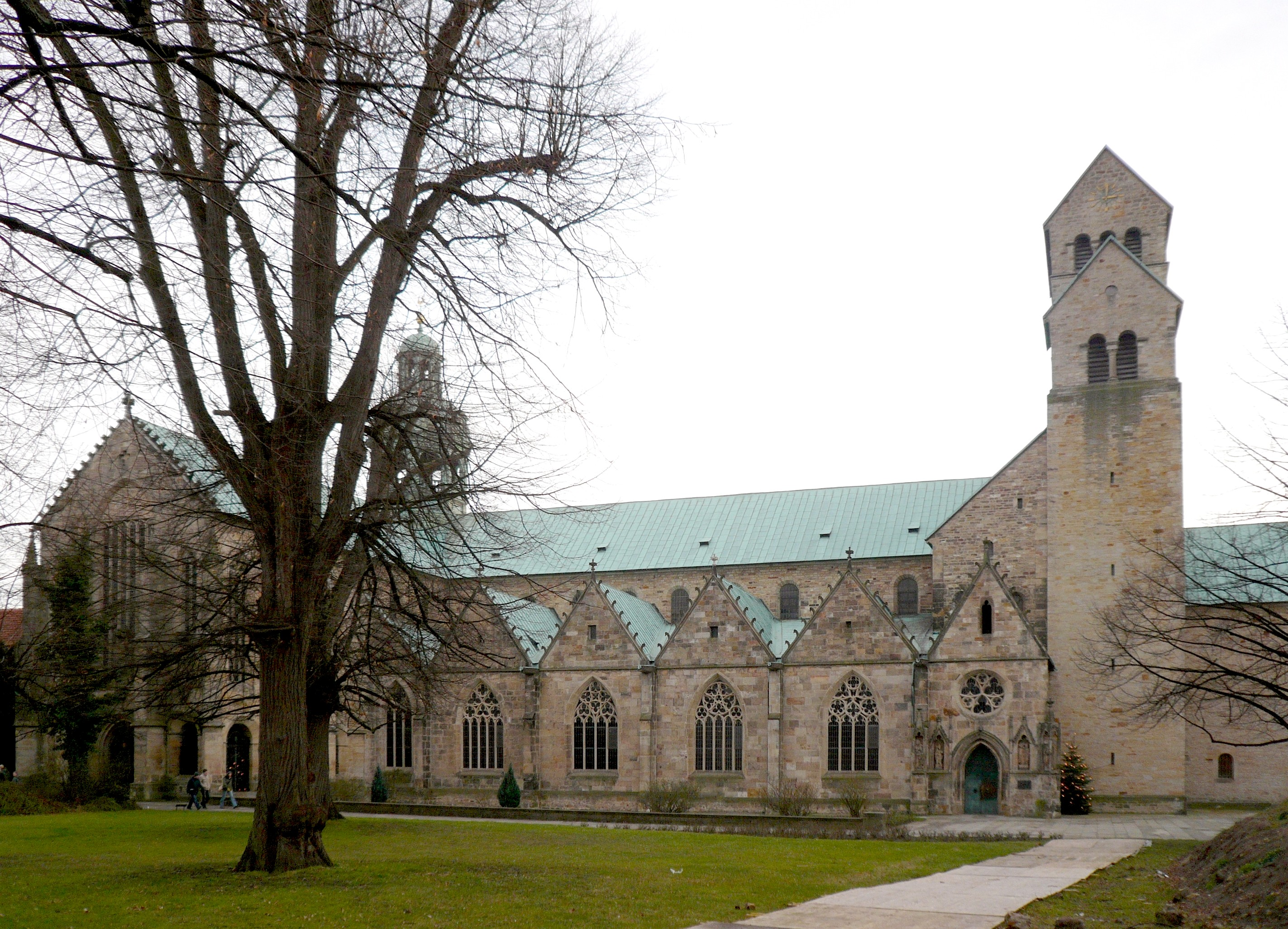
聖瑪利亞主教座堂

## 聖米迦勒教堂
聖米迦勒教堂建於1010至20年間，遵循對稱設計，有兩個半圓拱後殿，這是老薩克森的奧圖羅馬式建築，它的內裝，特色是其木造天花板與油漆泥灰粉刷裝飾，還有其著名的青銅門片與本华青桐柱，連同聖瑪利亞主教座堂的文物，是神聖羅馬帝國羅馬式教堂建築典範中的瑰寶。

### 登録基準
该世界遗产被认为满足世界遺產登錄基準中的以下基準而予以登錄：
- （i）表现人类创造力的经典之作。
- （ii）在某期间或某种文化圈里对建筑、技术、纪念性艺术、城镇规划、景观设计之发展有巨大影响，促进人类价值的交流。
- （iii）呈现有关现存或者已经消失的文化传统、文明的独特或稀有之证据。

## 連結
- 相片集 （页面存档备份，存于）
- 希爾斯海姆大教堂介紹 （页面存档备份，存于）
- 大教堂博物館 （页面存档备份，存于）